# Magnificat (Parry)
Charles Hubert Parry componeerde zijn Magnificat voor het Hereford Three Choirs Festival van 1897. Parry schreef zijn Magnificat in het Latijn in de traditie van het werk onder dezelfde titel van Johann Sebastian Bach (BWV243), een van zijn muzikale voorbeelden. Nadat het werk was uitgevoerd op 15 september 1897 in genoemd koorfestival, mocht Parry het opdragen aan Victoria van het Verenigd Koninkrijk, die haar zestigjarig jubileum als koningin destijds vierde. Henry Wood voorspelde een goede toekomst voor dit werk, maar hij kreeg ongelijk. Het verdween geheel van het repertoire. Chandos meldde het als een "eerste opname"; het is dan 2012.
Het Magnificat:
- Magnificat anima mea dominum (allegro molto-animato-poco allargando-allargando)
- Quia respext humilitem (moderato)
- Et misericordia (andantino espressivo)
- Fecit potentiam (allegro-allargando)
- Suscepit Israel puerum suum (allegro moderato)
- Sicut locutus est (vivace-allargando-meno mosso)